# Marino Klinger
Marino Klinger, né le 7 février 1936 à Buenaventura (Colombie) et mort le 19 mai 1975 à Cali (Colombie), est un footballeur colombien, qui évoluait au poste d'attaquant à Millonarios et à l'Independiente Medellín ainsi qu'en équipe de Colombie.
Klinger marque deux buts lors de ses six sélections avec l'équipe de Colombie. Il participe à la Coupe du monde de football en 1962 avec la Colombie.

## Biographie
Avec le club de Millonarios, il remporte cinq championnats de Colombie.
Lors du mondial 1962 organisé au Chili, il dispute trois matchs, contre l'Uruguay, l'URSS et la Yougoslavie. Lors de la compétition, il est l'auteur d'un but face à l'URSS.

## Carrière
- 1957-1966 : Millonarios
- 1967 : Independiente Medellín  [4]

## Palmarès

### En équipe nationale
- 6 sélections et 2 buts avec l'équipe de Colombie en 1962
- Participe au premier tour de la coupe du monde 1962

### Avec Millonarios
- Vainqueur du championnat de Colombie en 1959, 1961, 1962, 1963 et 1964
- Vainqueur de la Coupe de Colombie en 1963